# Vivian Gornick
Œuvres principales
- Attachement féroce

Vivian Gornick, née le 14 juin 1935 à New York dans le Bronx, est une journaliste,  écrivaine américaine et activiste féministe. Elle vit à New York.

## Biographie
Vivian Gornick est née le 14 juin 1935, de parents ukrainiens. En 1948, son père meurt d'une crise cardiaque ; elle a treize ans. Elle suit ses études au City College de New York en 1957 qu'elle poursuit à l'Université de New York en 1960. 
Elle enseigne l'anglais à l'Université d'État de New York à Stony Brook  en 1966-1967 et au Hunter College en 1967-1968. Elle travaille ensuite  comme journaliste pour The Village Voice de 1969 à 1977. Les articles de Vivian Gornick sont publiés en 1978 dans Essays in Feminism.
En 2017, Vivian Gornick est peu connue en France. Son roman, Attachement féroce, est  traduit en français, trente ans après sa publication en 1987. Ce roman fait d'elle une référence de l’écriture autobiographique ou « personal narrative », genre littéraire proche des mémoires. Ce récit fait le portrait de sa relation difficile entre elle et sa mère.
Son deuxième roman traduit en français, La femme à part, est sélectionné pour le Prix Femina étranger 2018.

## Ouvrages

### En anglais
- In Search of Ali Mahmoud: an American Woman in Egypt, 1973, Saturday Review Press, nommé en 1974 pour le National Book Award
- The Romance of American Communism,1977, Basic Books
- Essays in Feminism , 1978, Harper & Row
- Women in Science: Portraits from a World in Transition, 1983, Simon & Schuster
- Fierce Attachments: A Memoir, 1987, Farrar, Straus and Giroux
- Approaching Eye Level, 1996, Beacon Press
- The End of the Novel of Love,1997, Beacon Press, nommé en 1997 pour le National Book Critics Circle Award for Criticism
- The Situation and the Story: The Art of Personal Narrative, 2001, Farrar, Straus and Giroux
- The Solitude of Self: Thinking About Elizabeth Cady Stanton, 2005, Farrar, Straus and Giroux
- The Men in My Life (2008, MIT Press, National Book Critics Circle Award finalist for criticism
- Women in Science: Then and Now, 2009, The Feminist Press at CUNY
- The Ancient Dream, Sep/Oct 2010, Boston Review
- Emma Goldman: Revolution as a Way of Life, 2011, Yale University Press,  finaliste en 2011 pour le National Jewish Book Award
- The Odd Woman and the City, May 2015, Farrar, Straus and Giroux
- Unfinished Business. Notes of a Chronic Re-Reader, 2020, Farrar, Straus and Giroux[4]

### En français
- Attachement féroce, Rivages, 2017 ((en) Fierce Attachments, Farrar, Straus & Giroux, 1987), trad. Laetitia Devaux, 221 p.  (ISBN 978-2-743-63867-2)
- La femme à part, Rivages, 2018 ((en) The Odd Woman and the City, Farrar, Straus & Giroux, 2015), trad. Laetitia Devaux, 200 p.  (ISBN 978-2743644819)
- Inépuisables, Payot & Rivages, 2020 ((en) Unfinished Business. Notes of a Chronic Re-Reader, Farrar, Straus & Giroux, 2015), trad. Laetitia Devaux, 200 p.  (ISBN 978-2-7436-4481-9)[5]